# Kajakarstwo na Letnich Igrzyskach Olimpijskich 1960 – K-2 1000 m mężczyzn
Zawody w kajakarstwie klasycznym (K2) na dystansie 1000 m mężczyzn na Letnich Igrzyskach Olimpijskich 1960 zostały rozegrane 26 – 27 sierpnia (eliminacje, repasaże i półfinały) i 29 sierpnia (finał). W zawodach wzięło udział 46 zawodników z 23 państw .

## Rezultaty
| Legenda | Legenda            | Legenda | Legenda  | Legenda | Legenda         |
| ------- | ------------------ | ------- | -------- | ------- | --------------- |
| QS      | Awans do półfinału | R       | Repasaże | QF      | Awans do finału |

### Eliminacje
| Poz. | Zawodnicy                                | Reprezentacja   | Czas    | Uwagi |
| ---- | ---------------------------------------- | --------------- | ------- | ----- |
| 1    | Ruud Knuppe Anton Geurts                 | Holandia        | 3:43.98 | QS    |
| 2    | František Říha František Vršovský        | Czechosłowacja  | 3:45.49 | QS    |
| 3    | Lorenzo Cantarello Antonio Rucco         | Włochy          | 3:45.80 | QS    |
| 4    | Hendrik Verbrugghe Germain van der Moere | Belgia          | 3:46.42 | R     |
| 5    | Dennis Green Barry Stuart                | Australia       | 3:46.71 | R     |
| 6    | Vasilie Nicoarǎ Mercurie Ivanov          | Rumunia         | 3:49.00 | R     |
| 7    | John Harris Basil Pratt                  | Wielka Brytania | 3:58.25 | R     |

| Poz. | Zawodnicy                            | Reprezentacja     | Czas    | Uwagi |
| ---- | ------------------------------------ | ----------------- | ------- | ----- |
| 1    | Dieter Krause Wolfgang Lange         | Niemcy            | 3:37.87 | QS    |
| 2    | György Mészáros András Szente        | Węgry             | 3:38.28 | QS    |
| 3    | Stefan Kapłaniak Władysław Zieliński | Polska            | 3:39.41 | QS    |
| 4    | Nikolas Rudzinskas Iwan Holowaczew   | ZSRR              | 3:39.98 | R     |
| 5    | Staniša Radmanović Radovan Božin     | Jugosławia        | 3:47.85 | R     |
| 6    | Kenneth Wilson John Wolters          | Stany Zjednoczone | 3:49.96 | R     |
| 7    | Alan McCleery Lou Lukanovich         | Kanada            | 3:51.07 | R     |
| 8    | Arne Ervig Rolf Olsen                | Norwegia          | 3:52.63 | R     |

Wyścig 3
| Poz. | Zawodnicy                            | Reprezentacja | Czas    | Uwagi |
| ---- | ------------------------------------ | ------------- | ------- | ----- |
| 1    | Kaj Schmidt Vagn Schmidt             | Dania         | 3:45.04 | QS    |
| 2    | Juan Feliz Joaquín Larroya           | Hiszpania     | 3:46.36 | QS    |
| 3    | Gert Fredriksson Sven-Olov Sjödelius | Szwecja       | 3:46.50 | QS    |
| 4    | Rolf Åkerfelt Rainer Åkerfelt        | Finlandia     | 3:48.36 | R     |
| 5    | Helmut Holzschuster Franz Wolf       | Austria       | 3:49.37 | R     |
| 6    | Iwan Simeonow Lubomir Oreszarow      | Bułgaria      | 3:49.88 | R     |
| 7    | Marcel Lentz Léon Klares             | Luksemburg    | 3:54.73 | R     |
| 8    | Hans Straub Robert Zika              | Szwajcaria    | 3:56.17 | R     |

### Repasaże
| Poz. | Zawodnicy                                | Reprezentacja   | Czas    | Uwagi |
| ---- | ---------------------------------------- | --------------- | ------- | ----- |
| 1    | Hendrik Verbrugghe Germain van der Moere | Belgia          | 3:49.34 | QS    |
| 2    | Staniša Radmanović Radovan Božin         | Jugosławia      | 3:49.95 | QS    |
| 3    | Arne Ervig Rolf Olsen                    | Norwegia        | 3:50.62 | QS    |
| 4    | Iwan Simeonow Lubomir Oreszarow          | Bułgaria        | 3:53.27 |       |
| 5    | John Harris Basil Pratt                  | Wielka Brytania | 3:59.33 |       |

| Poz. | Zawodnicy                          | Reprezentacja | Czas    | Uwagi |
| ---- | ---------------------------------- | ------------- | ------- | ----- |
| 1    | Nikolas Rudzinskas Iwan Holowaczew | ZSRR          | 3:45.33 | QS    |
| 2    | Vasilie Nicoarǎ Mercurie Ivanov    | Rumunia       | 3:50.84 | QS    |
| 3    | Helmut Holzschuster Franz Wolf     | Austria       | 3:53.48 | QS    |
| 4    | Alan McCleery Lou Lukanovich       | Kanada        | 3:58.34 |       |
| 5    | Marcel Lentz Léon Klares           | Luksemburg    | 4:01.10 |       |

Wyścig 3
| Poz. | Zawodnicy                     | Reprezentacja     | Czas    | Uwagi |
| ---- | ----------------------------- | ----------------- | ------- | ----- |
| 1    | Dennis Green Barry Stuart     | Australia         | 3:51.24 | QS    |
| 2    | Kenneth Wilson John Wolters   | Stany Zjednoczone | 3:52.15 | QS    |
| 3    | Rolf Åkerfelt Rainer Åkerfelt | Finlandia         | 3:52.28 | QS    |
| 4    | Hans Straub Robert Zika       | Szwajcaria        | 3:55.58 |       |

### Półfinały
| Poz. | Zawodnicy                                | Reprezentacja | Czas    | Uwagi |
| ---- | ---------------------------------------- | ------------- | ------- | ----- |
| 1    | György Mészáros András Szente            | Węgry         | 3:46.75 | QF    |
| 2    | Gert Fredriksson Sven-Olov Sjödelius     | Szwecja       | 3:47.64 | QF    |
| 3    | Ruud Knuppe Anton Geurts                 | Holandia      | 3:48.58 | QF    |
| 4    | Hendrik Verbrugghe Germain van der Moere | Belgia        | 3:48.71 |       |
| 5    | Vasilie Nicoarǎ Mercurie Ivanov          | Rumunia       | 3:53.80 |       |
| 6    | Rolf Åkerfelt Rainer Åkerfelt            | Finlandia     | 3:54.44 |       |

| Poz. | Zawodnicy                          | Reprezentacja     | Czas    | Uwagi |
| ---- | ---------------------------------- | ----------------- | ------- | ----- |
| 1    | Nikolas Rudzinskas Iwan Holowaczew | ZSRR              | 3:46.87 | QF    |
| 2    | Dieter Krause Wolfgang Lange       | Niemcy            | 3:49.52 | QF    |
| 3    | Lorenzo Cantarello Antonio Rucco   | Włochy            | 3:52.51 | QF    |
| 4    | Arne Ervig Rolf Olsen              | Norwegia          | 3:53.98 |       |
| 5    | Juan Feliz Joaquín Larroya         | Hiszpania         | 3:54.14 |       |
| 6    | Kenneth Wilson John Wolters        | Stany Zjednoczone | 4:01.06 |       |

Wyścig 3
| Poz. | Zawodnicy                            | Reprezentacja  | Czas    | Uwagi |
| ---- | ------------------------------------ | -------------- | ------- | ----- |
| 1    | Stefan Kapłaniak Władysław Zieliński | Polska         | 3:48.62 | QF    |
| 2    | František Říha František Vršovský    | Czechosłowacja | 3:50.40 | QF    |
| 3    | Kaj Schmidt Vagn Schmidt             | Dania          | 3:51.65 | QF    |
| 4    | Staniša Radmanović Radovan Božin     | Jugosławia     | 3:52.20 |       |
| 5    | Helmut Holzschuster Franz Wolf       | Austria        | 3:54.46 |       |
| 6    | Dennis Green Barry Stuart            | Australia      | 3:55.22 |       |

### Finał
| Poz. | Zawodnicy                            | Reprezentacja  | Czas    |
| ---- | ------------------------------------ | -------------- | ------- |
|      | Gert Fredriksson Sven-Olov Sjödelius | Szwecja        | 3:34.73 |
|      | György Mészáros András Szente        | Węgry          | 3:34.91 |
|      | Stefan Kapłaniak Władysław Zieliński | Polska         | 3:37.34 |
| 4    | Nikolas Rudzinskas Iwan Holowaczew   | ZSRR           | 3:37.48 |
| 5    | Kaj Schmidt Vagn Schmidt             | Dania          | 3:39.06 |
| 6    | František Říha František Vršovský    | Czechosłowacja | 3:40.78 |
| 7    | Ruud Knuppe Anton Geurts             | Holandia       | 3:41.01 |
| 8    | Dieter Krause Wolfgang Lange         | Niemcy         | 3:44.26 |
| 9    | Lorenzo Cantarello Antonio Rucco     | Włochy         | 3:44.26 |